# Maciej Robert

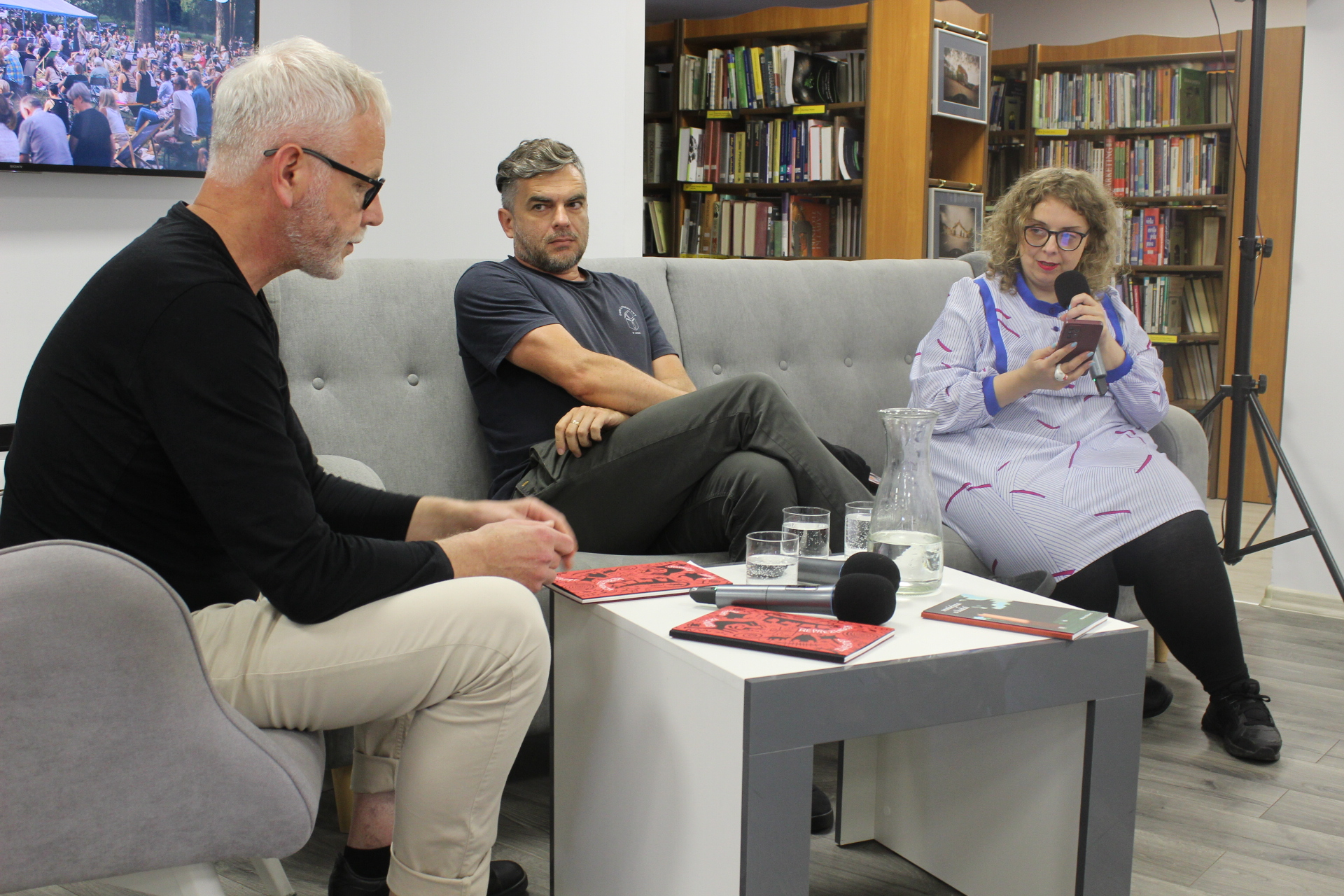
Dariusz Sośnicki, Maciej Robert, Emilia Konwerska

Maciej Robert (ur. 18 czerwca 1977 w Łodzi) – polski poeta, eseista, krytyk literacki i filmowy, redaktor, dziennikarz. Doktor nauk humanistycznych. Wykładowca Państwowej Wyższej Szkoły Filmowej, Teatralnej i Telewizyjnej w Łodzi.

## Życiorys
Tłumaczony na języki obce: angielski, arabski, bułgarski, chorwacki, czeski, grecki, hebrajski, hiszpański, niemiecki, serbski, ukraiński i węgierski. Jego wiersze znalazły się w antologii prezentującej dziesięcioro najlepszych młodych poetów europejskich Black Warmness Between Fingers (Zagrzeb, 2010), która wzięła tytuł od jednego z jego wierszy.
Wieloletni recenzent „Polityki”. Współpracuje także z „Literaturą na Świecie” i "Książkami. Magazynem do czytania". Recenzje, teksty krytyczne i wywiady publikował także m.in. w „Przekroju”,  „Dwutygodniku”, „Nowych Książkach”, „Nowej Europie Wschodniej”, „Znaku”.  „Kinie”, „Dzienniku Polska-Europa-Świat”, „Newsweeku”, „Notesie Wydawniczym”, „Kwartalniku Filmowym”, „Chimerze”, „Życiu Warszawy”, „Lampie”, "Arte" i „Xięgarni”. Felietonista „Kalejdoskopu”. Przez kilka lat był zastępcą redaktora naczelnego „Tygla Kultury”.
Od 1 czerwca 2023 dyrektor Domu Literatury w Łodzi. W latach 2013-2022 sekretarz, a następnie także juror Nagrody Literackiej im. Juliana Tuwima. Od 2025 roku juror Literackiej Nagrody Europy Środkowej Angelus.
Prowadził blog krytycznoliteracki o literaturze Środkowej Europy „Czytam centralnie” powiązany z Nagrodą Literacką „Angelus”.

## Nagrody
Laureat nagrody Polskiego Towarzystwa Wydawców Książek (2011), nominowany do Nagrody Poetyckiej im. Wisławy Szymborskiej (2015) oraz międzynarodowej nagrody im. Václava Buriana (2020). Za działalność dziennikarską otrzymał w 2013 nagrodę „Złote Pióro” im. Jerzego Katarasińskiego.

## Twórczość

### Poezja
- Pora deszczu (Kraków 2003)
- Puste pola (Łódź 2008)
- Collegium Anatomicum (Poznań 2011) – nagroda Polskiego Towarzystwa Wydawców Książek dla najlepszej książki poetyckiej 2010/2011
- Księga meldunkowa (Poznań 2014) – nominacja do Nagrody Poetyckiej im. Wisławy Szymborskiej w 2015[8]
- Nautilus (Poznań 2016)
- Demologos (Skierniewice 2017) – wyróżnienie w  konkursie Festiwalu Łódź Czterech Kultur w 2017[9]
- Superorganizm (Poznań 2019) – nominacja do międzynarodowej Nagrody im. Václava Buriana (oraz nagroda publiczności)[10]
- Co mogło pójść nie tak (Poznań 2020) – nominacja do Energii Kultury[potrzebny przypis]
- śnieg (Wydawnictwo Warstwy, Wrocław 2022, ISBN 978-83-65502-55-1) – wyróżnienie w konkursie PTWK na najpiękniejszą polską książkę roku
- Skontrum. Wybór wierszy 2003-2023 (Poznań 2023)
- mniejsza o ludzi (Wydawnictwo Warstwy, Wrocław 2025)

### Eseistyka
- Perełki i Skowronki. Adaptacje filmowe prozy Bohumila Hrabala (Łódź 2014)
- Rzeki, których nie ma (Wydawnictwo Czarne, Wołowiec 2023) – nominacja w konkursie Grand Press na najlepszą książkę reporterską roku, nominacja do Nagrody Conrada, nominacja do nagrody Wiosła Kultury[potrzebny przypis].

### Publikacje w tomach zbiorowych
- Na rubieżach ponowoczesności. Szkice o filmie współczesnym (Kraków 2000)
- Lustra i krzywe zwierciadła. Społeczne konteksty kina i telewizji (Kraków 2002)
- Autorzy kina europejskiego IV (Kraków 2008)
- Hrabal i inni. Adaptacje czeskiej literatury (Łódź 2013)
- Wisła. Rzeka. Źródło (Wisła 2025)
- Riverscape. Ujawniając rzeki / Riverscape. Revealing Rivers (Łódź 2025)